# Vraie blonde, et autres
Vrai blonde, et autres (titre original : Good Blonde & Others) est un recueil de nouvelles écrites par l'écrivain américain Jack Kerouac, publié en 1993 et traduit en français en 1998 par Pierre Guglielmina. Le recueil contient également des essais de critique littéraire, des essais sur la technique de Kerouac, la Prose Spontanée ; de manière générale l'ouvrage est considéré comme une large introduction à l'œuvre non fictionnelle de Kerouac.

## Contenu
- On the Road
- On the Beats
- « On Writing »
- « Observations »
- « On Sports »
- « Last Words »
- la nouvelle cityCityCITY